# TTV Ede
TTV Ede (1950-1966: RTC "Rayon Tafeltennis Club", 1966-1976: TTV ETAC "Edese Tafeltennis Combinatie", 1976-1983: TTV Indukan, 1983-2001: TTV ITN, 2001-2022: TTV BIT.NL) is een tafeltennisvereniging uit de Gelderse plaats Ede.

## Informatie
De vereniging biedt plaats aan welpen (vanaf 6 jaar) t/m 55+'ers in de categorieën recreant en wedstrijdspeler. Hoewel de jeugd veel aandacht krijgt en de jeugdafdeling behoort tot de meest succesvolle van Nederland, vindt de vereniging het net zo belangrijk om speelmogelijkheden te bieden aan recreanten, 55+'ers, bedrijfstafeltennistennissers en seniorenwedstrijdspelers.

## Geschiedenis

### De jaren 50 – 60
De vereniging is opgericht op 6 maart 1950 door de Algemene Kunstzijde Unie (AKU) Sportvereniging onder de naam RTC (Rayon Tafeltennis Club). Er werd aanvankelijk gespeeld in de kantine van AKU. Later verhuisde de club naar een gymnastiekzaal onder De Reehorst. Toen De Reehorst eigendom werd van de gemeente Ede moest men weer verhuizen. De nieuwe locatie werd de Ericahorst. In 1966 ging RTC een fusie aan met TTV NIZO waaruit TTV ETAC (Edese Tafeltennis Combinatie) ontstond.

### De jaren 70 – 90
Door de groei van de vereniging was er meer ruimte nodig en in 1971 verhuisde de club naar de sportzaal de Essenburg in de wijk Veldhuizen. De leden van de vereniging waren op dat moment allen senioren. In verband met het starten van een jeugdafdeling diende de club echter te beschikken over zaalruimte die ook op zaterdag toegankelijk was. Aangezien de sportzaal de Essenburg deze mogelijkheid niet bood, werd er uitgekeken naar een eigen onderkomen.
De oude gymzaal van het Streeklyceum aan de J.W. Frisolaan bleek een geschikte locatie en na de nodige aanpassingen werd de zaal op 1 september 1976 in gebruik genomen. Nu kon men elke avond tafeltennissen en de tafels hoefden niet telkens weer opgezet en afgebroken te worden. Met de verhuizing naar deze nieuwe locatie werd de club omgedoopt in TTV Indukan, naar het gelijknamige uitzendbureau dat de vereniging ging sponsoren.
Na zeven jaar werd het sponsorschap van Indukan beëindigd en diende zich een nieuwe sponsor aan: ITN Installatietechniek. Vanaf 1983 speelde de vereniging dan ook onder de naam ITN. Intussen werd in samenspraak met de gemeente Ede en de nieuwe sponsor gezocht naar een nieuwe locatie omdat de gemeente Ede andere plannen met de grond had. Een nieuw te bouwen tafeltennishal aan de Langekampweg zou het definitieve onderkomen worden van de vereniging. In de zomer van 1985 werd de hal gerealiseerd met hulp van veel leden die "meebouwden". Op 14 september 1985 werd het gebouw feestelijk geopend.

### De jaren 2000 – 2022
In 2001 stopte ITN na achttien jaar met het sponsorschap. Vanaf 2001 werd de vereniging gesponsord door datacenter en internetserviceprovider BIT en droeg de club ook de naam van de sponsor: TTV BIT.NL.
Dankzij deze sponsoring keerden twee talentvolle jeugdspelers, Robert-Jan van der Heijden en Erik Jochems van Shot (Wageningen) terug naar Ede en speelden zij met de Hans "Super" den Boer een aantal jaren succesvol in de tweede divisie. Na het vertrek van deze spelers was er (in prestatieve zin) voor gekozen om vanuit de eigen jeugd spelers op te leiden, aangevuld met spelers die graag in Ede op landelijk niveau wilden tafeltennissen.
In 2008 werd de inmiddels noodzakelijke renovatie van de eigen zaal uitgevoerd met als resultaat een tafeltennishal waar op 12 tafels tegelijk gespeeld kan worden. Ook werd er uit eigen gelederen een eerste team opgeleid dat landelijk kon gaan spelen.
In 2022 stopte BIT na 22 jaar met hun hoofdsponsorschap. Toen moest dus ook een nieuwe naam voor de vereniging worden gevonden en leden konden namen voordragen. Tijdens de ALV van 2022 werd uiteindelijk via stemming gekozen voor de nieuwe verenigingsnaam "TTV Ede". 